# Digital Multilayer Disk
DMD – format zapisu dysków optycznych w technologii opartej na fluorescencji, stworzony został przez firmę D Data w oparciu o technologię stworzoną przez Constellation 3D. Format ten charakteryzuje się wysoką pojemnością (do 21 GB), nie upowszechnił się on jednak w związku z rosnącą w tamtym okresie popularnością nośników DVD